# Jerzy Lipiński
Jerzy Lipiński (1 de de fevereiro de 1908 – 13 de setembro de 2000) foi um ex-ciclista profissional polonês. Venceu a edição de 1933 da competição Volta à Polônia.